# Trólebus de Araraquara
O Trólebus de Araraquara foi o primeiro sistema de transporte público da cidade homônima, inaugurado em 27 de dezembro de 1959. Ampliado até a década de 1970, atingiu seu auge em 1986 quando alcançou 118,3 quilômetros de extensão e transportava mais de 46 mil passageiros por dia. Problemas econômicos e a falta de incentivos fiscais causaram a desativação do último trólebus, às vésperas de completar 41 anos, em 11 de novembro de 2000.

## História

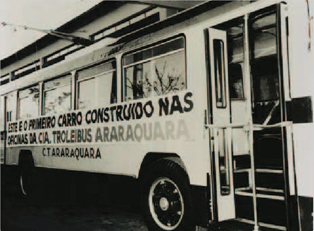
Primeiro trólebus reconstruído nas oficinas da CTA, 1974.

Até o final da década de 1950, a cidade de Araraquara não possuía transporte público formal. O então prefeito Rômulo Lupo decidiu implantar um sistema de transporte público e, apoiado pelo governo paulista, optou pelo trólebus. Para operar e manter o futuro sistema de trólebus, a prefeitura resolveu criar a Companhia Trólebus de Araraquara (CTA), que recebeu a concessão do sistema de trólebus através da lei municipal nº 713 de 8 de dezembro de 1958. Com auxílio da iniciativa privada, a empresa mista foi formalmente constituída em 31 de agosto de 1959. A composição acionária ficou assim dividida:
| Acionista                | Porcentagem | Valor das ações   |
| ------------------------ | ----------- | ----------------- |
| Prefeitura de Araraquara | 87,3%       | Cr$ 6.215.700,00. |
| Iniciativa privada       | 13,7%       | Cr$ 875.000,00    |
| Total                    | 100%        | Cr$ 7.090.700,00  |

Embora possuísse a maioria das ações, a prefeitura possuía apenas parte do valor para subscrever as ações. Para arrecadar esse valor, foi instituída uma taxa no Imposto sobre a Propriedade Predial e Territorial Urbana (IPTU) da cidade por vários anos. Os primeiros veículos foram encomendados junto às empresas Grassi e Villares (que estavam lançando os primeiros trólebus totalmente fabricados no Brasil e entregues em fins de 1959. A viagem inaugural ocorreu em 27 de dezembro de 1959, quando foram inaugurados os primeiros 18 quilômetros e duas linhas: Vila Xavier/Carmo e Fonte Luminosa/Estação Ferroviária. Dessa forma, Araraquara se tornou a segunda cidade brasileira (a primeira foi Belo Horizonte) a operar trólebus nacionais.
O sistema de trólebus foi ampliado em mais 10 quilômetros ao longo da década de 1960, recebendo novos veículos. Com a desativação dos trólebus de Campos, Fortaleza, Porto Alegre e Salvador, a CTA adquiriu peças e equipamentos destes (incluindo subestações elétricas completas) à preço de sucata. Isso garantiu uma expansão constante do sistema pelos próximos 20 anos.
Com incentivos federais da EBTU, o sistema de trólebus foi ampliado durante as décadas de 1970 e 1980, alcançando em 1986 118,3 quilômetros de extensão. Com o corte em subsídios nas tarifas elétricas em 1985, o trólebus passou a enfrentar dificuldades financeiras. A falência de fabricantes de trólebus como Cobrasma e Mafersa nos anos 1990, somado ao preço alto para aquisição de veículos sob carroceria Marcopolo Torino e chassi Volvo B58, deixou Araraquara sem possibilidade de renovação de parte da frota (em 1994 25 veículos necessitavam de substituição) além de peças e serviços. Em 1989 foi iniciada a implantação de linhas de veículos diesel e os trólebus passaram a ser desativados. A última linha foi desativada em 12 de novembro de 2000.

## Características do sistema

### Linhas
| Terminais                      | Extensão (km) | Inauguração | Desativação |
| ------------------------------ | ------------- | ----------- | ----------- |
| Vila Xavier - Campus Unesp     | 18,7          | 1959        | 1993        |
| Fonte - Melhado                | 15,6          | 1959        | 1993        |
| São José - Santa Angelina      | 16,5          | 1961        | 1989        |
| Santana - Pinheirinho          | 17,8          | 1970        | 2000        |
| Altos - Vila Xavier (Circular) | 22,1          | 1972        | 2000        |
| Rodoviária - Santa Cruz        | 5,5           | 1980        | 1993        |
| Cecap - Universal              | 21,9          | 1982        | 1994        |

### Frota
Araraquara operou 48 veículos. No ano de desativação do sistema de trólebus (2000), haviam apenas 17 em condições operacionais:
| Nº      | Origem        | Ano       | Fabricante                                                                 | Desativação |
| ------- | ------------- | --------- | -------------------------------------------------------------------------- | ----------- |
| 1 a 8   | Brasil        | 1959/1960 | Villares (equipamentos elétricos) Grassi (chassi e carroceria)             | 1994/1999   |
| 9       | Brasil/Itália | 1962      | Ansaldo (equipamentos elétricos) FNM (chassi) CAIO (carroceria)            | 1994        |
| 10 a 21 | Brasil        | 1966/1969 | Villares (equip. elétricos) Massari (chassi e carroceria)                  | 1994/1999   |
| 22 a 24 | Brasil        | 1974/1975 | Villares (equip. elétricos) Massari (chassi e carroceria) CTA (construção) | 1994        |
| 25 a 26 | Brasil        | 1974      | Villares (equip. elétricos) CMTC (chassi e carroceria) CTA (construção)    | 1978        |
| 25 a 29 | Brasil        | 1978      | Villares (equip. elétricos) CAIO/Massari (chassi e carroceria)             | 2000        |
| 30 a 38 | Brasil/Itália | 1980      | Ansaldo (equip. elétricos) Marcopolo (carroceria) Scania (chassi)          | 2000        |
| 39      | Brasil        | 1980      | Villares (equip. elétricos) CAIO (carroceria) Scania (chassi)              | 2000        |
| 40      | Brasil        | 1983      | BBC (equip. elétricos) CAIO/Massari (chassi e carroceria)                  | 2000        |
| 41 a 43 | Brasil        | 1986      | BBC/Villares (equip. elétricos) Cobrasma (chassi e carroceria)             | 2000        |
| 44 a 46 | Brasil        | 1986      | Villares (equip. elétricos) Mercedes-Benz (chassi e carroceria)            | 2000        |

### Passageiros Transportados
| Ano  | Passageiros | % em relação ao transporte municipal | Ano   | Passageiros    | % em relação ao transporte municipal |
| ---- | ----------- | ------------------------------------ | ----- | -------------- | ------------------------------------ |
| 1960 | 3 130 000   | 100%                                 | 1981  | 15 828 000     | 100%                                 |
| 1961 | 3 780 000   | 100%                                 | 1982  | 15 140 000     | 100%                                 |
| 1962 | 4 000 000   | 100%                                 | 1983  | 16 250 000     | 100%                                 |
| 1963 | 4 160 000   | 100%                                 | 1984  | 16 742 000     | 100%                                 |
| 1964 | 4 400 000   | 100%                                 | 1985  | 18 458 489     | 100%                                 |
| 1965 | 4 670 000   | 100%                                 | 1986  | 22 338 223     | 100%                                 |
| 1966 | 4 900 000   | 100%                                 | 1987  | Não disponível | 100%                                 |
| 1967 | 5 590 000   | 100%                                 | 1988  | Não disponível | 100%                                 |
| 1968 | 5 550 000   | 100%                                 | 1989  | 19 184 835     | 90,05                                |
| 1969 | 6 120 000   | 100%                                 | 1990  | 17 033 717     | 78,78                                |
| 1970 | 7 230 000   | 100%                                 | 1991  | 14 220 868     | 69,12                                |
| 1971 | 8 080 000   | 100%                                 | 1992  | 12 920 110     | 62,68                                |
| 1972 | 8 930 000   | 100%                                 | 1993  | 11 360 043     | 55,88                                |
| 1973 | 10 240 000  | 100%                                 | 1994  | 6 462 036      | 35,75                                |
| 1974 | 11 240 000  | 100%                                 | 1995  | 4 178 000      | Não disponível                       |
| 1975 | 12 510 000  | 100%                                 | 1996  | 4 305 000      | Não disponível                       |
| 1976 | 13 920 000  | 100%                                 | 1997  | 3 476 000      | Não disponível                       |
| 1977 | 14 750 000  | 100%                                 | 1998  | 3 002 000      | Não disponível                       |
| 1978 | 14 630 000  | 100%                                 | 1999  | Não disponível | Não disponível                       |
| 1979 | 16 855 335  | 100%                                 | 2000  | Não disponível | Não disponível                       |
| 1980 | 16 049 000  | 100%                                 | Total | 380 449 321    | Não disponível                       |